# Lückerath (Mechernich)
Lückerath ist ein Ortsteil von Mechernich in der Eifel. 

## Geografie
Lückerath ist ein Dorf, das zur Stadt Mechernich (Kreis Euskirchen) im Süden von Nordrhein-Westfalen gehört. 
Der durch den Ort fließende Schoßbach hat sein Quellgebiet etwa 1000 m südwestlich der Ortsmitte am Ende der Hochstraße und vereinigt sich im Nordosten der Ortslage mit dem Mühlenbach, der bei Dirmerzheim von Westen kommend in die Erft mündet. Nördlich der Ortslage liegt das Naturschutzgebiet Rot- und Bruchbachtal.
Die durch den Ort verlaufende Landesstraße 169 verbindet die Bundesstraße 265 in Hergarten mit der südlich nahegelegenen Bundesstraße 266.
Nachbarorte sind Schützendorf im Osten, Bleibuir im Nordwesten und Denrath im Süden. 

## Kultur

Kapelle St. Luzia
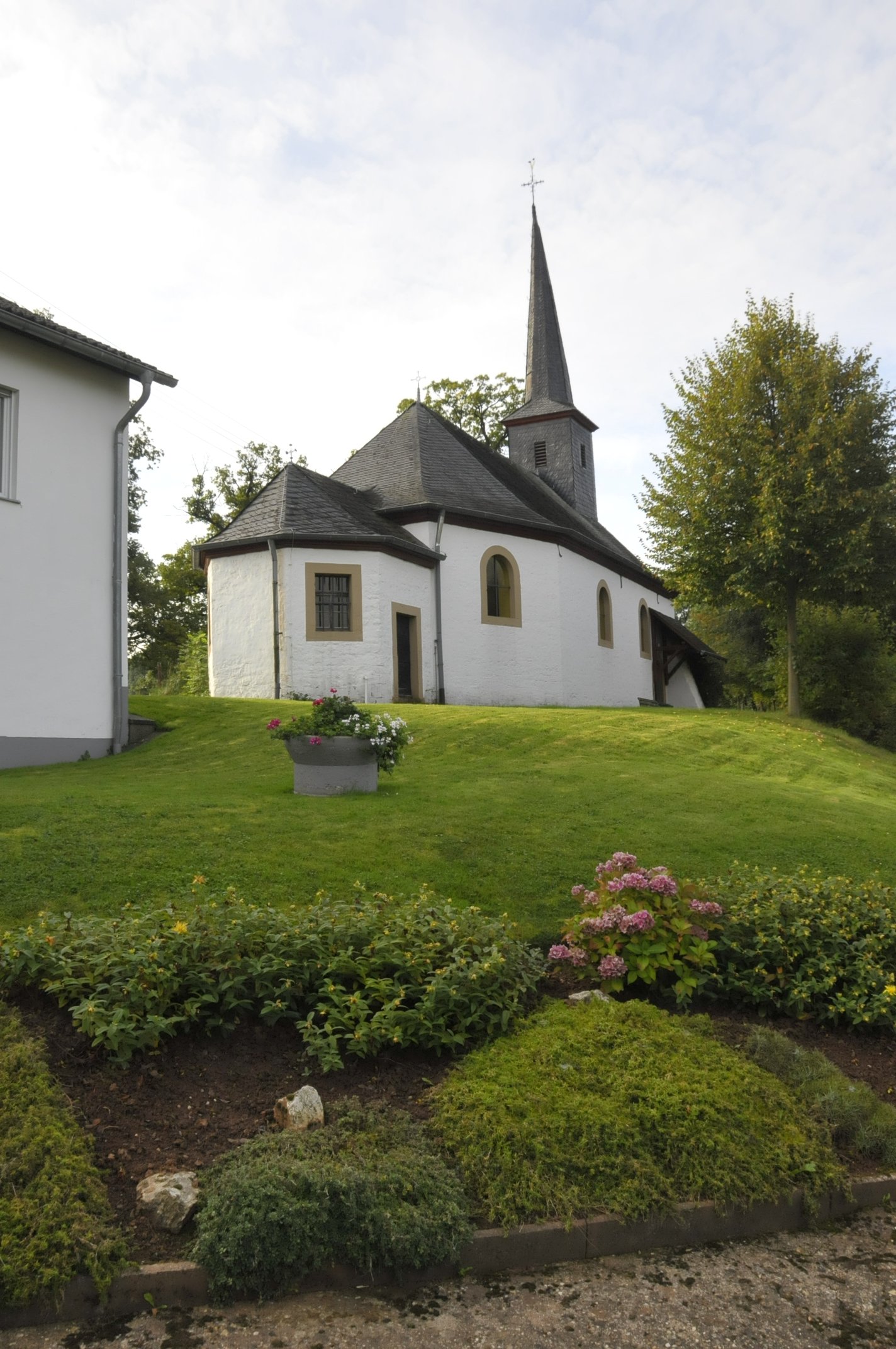
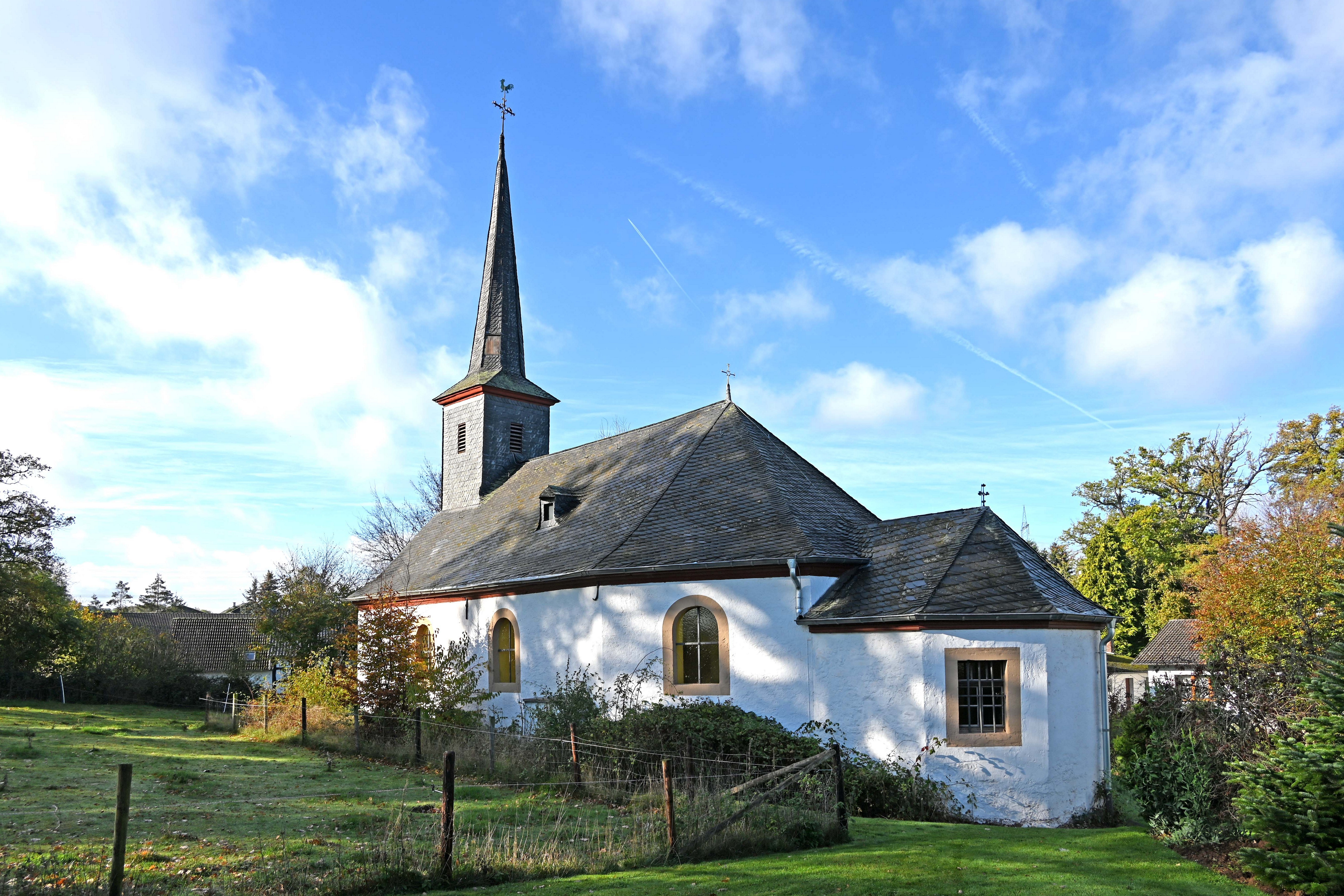

- Die „Lückerather Kinderkirmes“ findet alljährlich am 3. September-Sonntag statt und lockt Tausende in das Dorf am Schoßbach.
- Sehenswerte Fachwerkensembles, als Dorfhaus dient eine ehemalige Fachwerk-Turnhalle
- Kapelle St. Luzia von 1718
- Lückerath verfügt über eine Grundschule, die katholische Grundschule Am Bleiberg.

## Verkehr
Die VRS-Buslinie 897 der Firma Karl Schäfer Omnibusreisen verbindet den Ort mit Mechernich und Voißel. Die Fahrten verkehren überwiegend als TaxiBusPlus im Bedarfsverkehr. Zusätzlich verkehren einzelne Fahrten der auf die Schülerbeförderung ausgerichteten Linien 896 und 898.
| Linie | Betreiber        | Verlauf |
| ----- | ---------------- | --- |
| 896   | Schäfer          | Berg – Floisdorf – Eicks – Glehn – Hostel – (Denrath – Schützendorf – Lückerath – Roggendorf –) Mechernich Bf → Mechernich Feytal                                                                                 |
| 897   | Kreis EU/Schäfer | MiKE (außer im Schülerverkehr): (Roggendorf – Denrath – Wallenthal –) Voißel – Wielspütz – Bergbuir – Bleibuir – Bescheid – Lückerath – Schützendorf – (Denrath –) Strempt – Mechernich Bf – Mechernich Stiftsweg |
| 898   | Schäfer          | Wallenthal ← Scheven ← Kalenberg – (Scheven → Wallenthal →) / (→ Strempt → Lückerath) – Denrath – Roggendorf – Mechernich Bf → Mechernich Feytal                                                                  |